# Fontana degli Innocenti
La fontana degli Innocenti, originariamente chiamata fontana delle Ninfe, è una fontana situata al centro di Parigi nell'attuale Place Joachim-du-Bellay nel quartiere di Halles (nel I arrondissement). Realizzata in stile rinascimentale ha subito diverse modifiche ed è stata spostata in due occasioni.
È stata indicata come monumento storico a partire dal 1862.

## Storia

### La fontana d'angolo nel Rinascimento
La fontana degli Innocenti fu realizzata nel 1549 durante il regno di Enrico II in sostituzione d'una fontana più antica che probabilmente risaliva all'epoca di Filippo Augusto, situata al centro del vecchio Cimitero degli Innocenti.
La nuova fontana era opera dell'architetto Pierre Lescot, mentre le decorazioni e le sculture erano di Jean Goujon; in origine essa era destinata a celebrare l'ingresso del re a Parigi.
La fontana era stata originariamente progettata sotto forma di loggia aperta, addossata alla chiesa dei Santi Innocenti, ad una quarantina di metri dal suo collocamento attuale a nord-est della piazza, all'incrocio della rue Saint-Denis e della rue aux Fers (parte dell'attuale rue Berger). Aveva, quindi, solamente tre arcate ornate da cinque naiadi, due decoranti l'arcata che dava sulla rue Saint-Denis e le restanti tre scolpite sulle due arcate che si affacciavano sulla rue aux Fers. Una serie di pilastri in stile corinzio posti ad inquadrare ciascuna arcata, sosteneva un fregio ed un attico con frontone triangolare. L'intera struttura poggiava su di un basamento da cui l'acqua scorreva attraverso dei piccoli mascheroni.

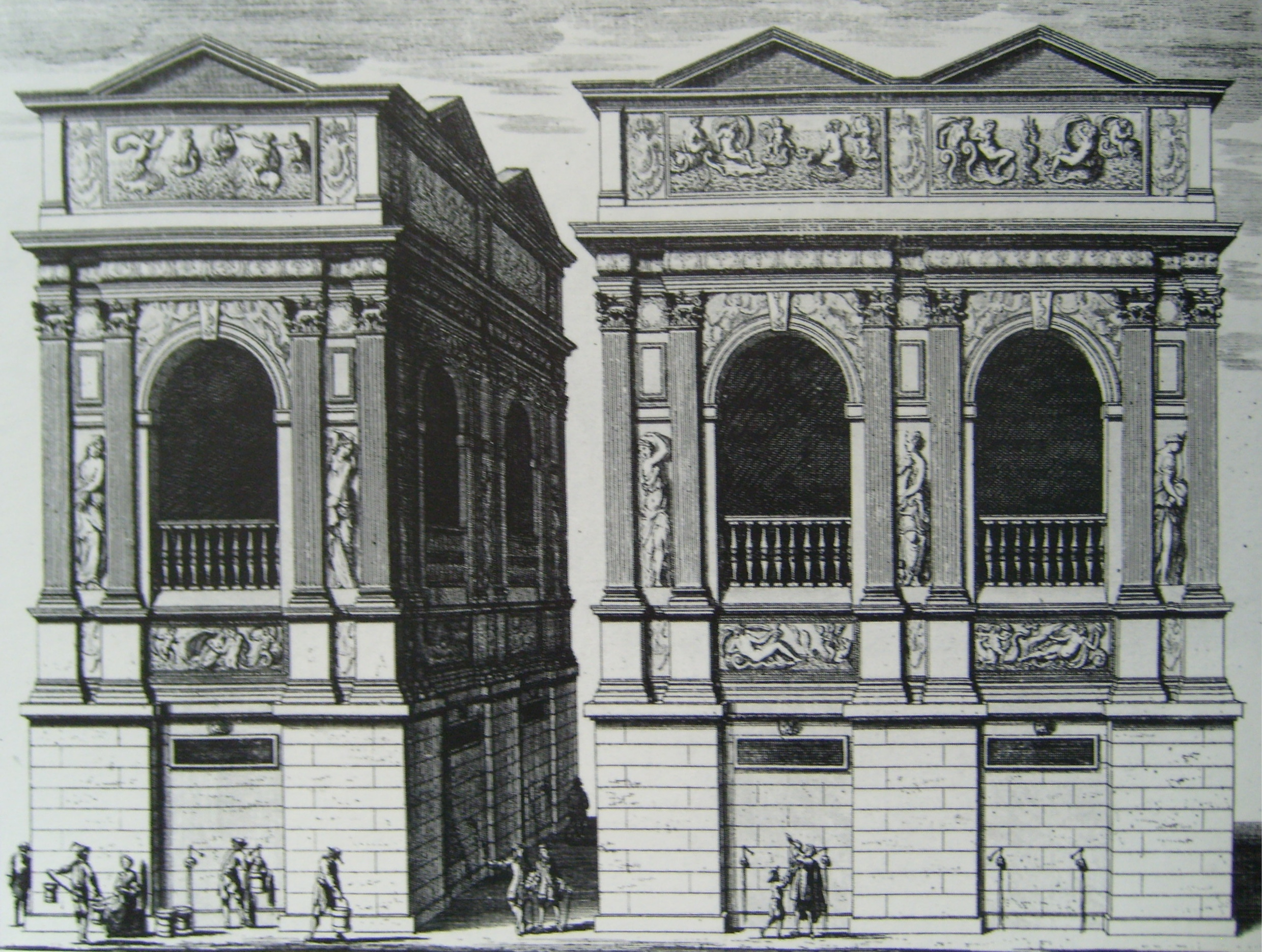
La fontana degli Innocenti all'angolo di rue Saint-Denis e di rue aux Fers (Berger)
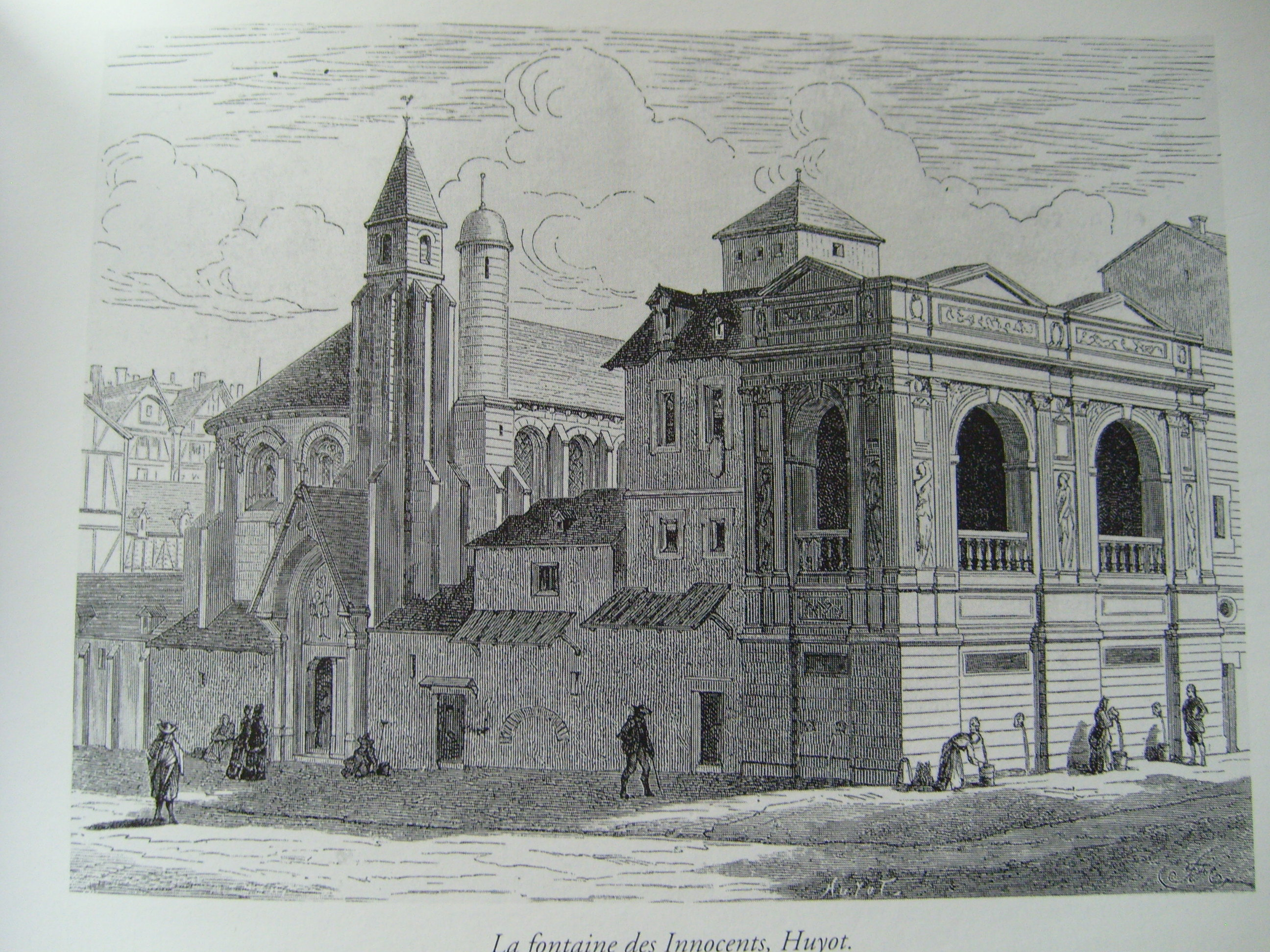
Dettaglio delle facciate della fontana

### Il tetrapylon neoclassico
Alla fine del XVIII secolo tutti i cimiteri di Parigi vennero svuotati, eliminati e rimpiazzati da quelli attualmente esistenti che, all'epoca, si trovavano al di fuori della città. Il Cimitero degli Innocenti, generalmente indicato come fossa comune, che fiancheggiava la chiesa dei Santi Innocenti venne anch'esso svuotato in seguito al cedimento d'un muro all'interno d'una cantina. La chiesa venne demolita nel 1785 e la fontana venne così a ritrovarsi isolata all'angolo di uno spazio sgombro, destinato a divenire un mercato. Venne quindi spostata e successivamente installata al centro della piazza creata da poco e ribattezzata all'epoca "Piazza del mercato degli Innocenti". Per lo smontamento del monumento venne incaricato un ingegnere di nome Six mentre gli architetti Poyet, Legrand e Molinos ne elaboravano la riedificazione. Questi decisero di conferirvi la forma di padiglione quadrangolare e si rese dunque necessario scolpire una nuova quarta facciata della fontana, opera che venne eseguita nel 1788 da Augustin Pajou nel tentativo di ritrovare la stessa ispirazione che mosse il predecessore. Egli realizzò quindi tre naiadi che andarono ad aggiungersi alle cinque già esistenti di Goujon: le due dell'odierna facciata meridionale e quella di sinistra sulla facciata occidentale. Quattro leoni vennero disposti ad ogni angolo della struttura mentre i restanti ornamenti vennero affidati a Lhuillier, Mézières e Danjou. Il basamento d'origine venne rimpiazzato da una serie di vasche sovrapposte predisposte a raccogliere l'acqua che tracima da una vasca in bronzo collocata al centro del padiglione. I tre bassorilievi che decoravano il basamento furono smontati e portati al museo del Louvre poiché destinati ad un rapido deterioramento dovuto allo scorrimento dell'acqua.
La fontana è sormontata da un'elegante cupola formata da foglie di metallo che imitano le squame d'un pesce.

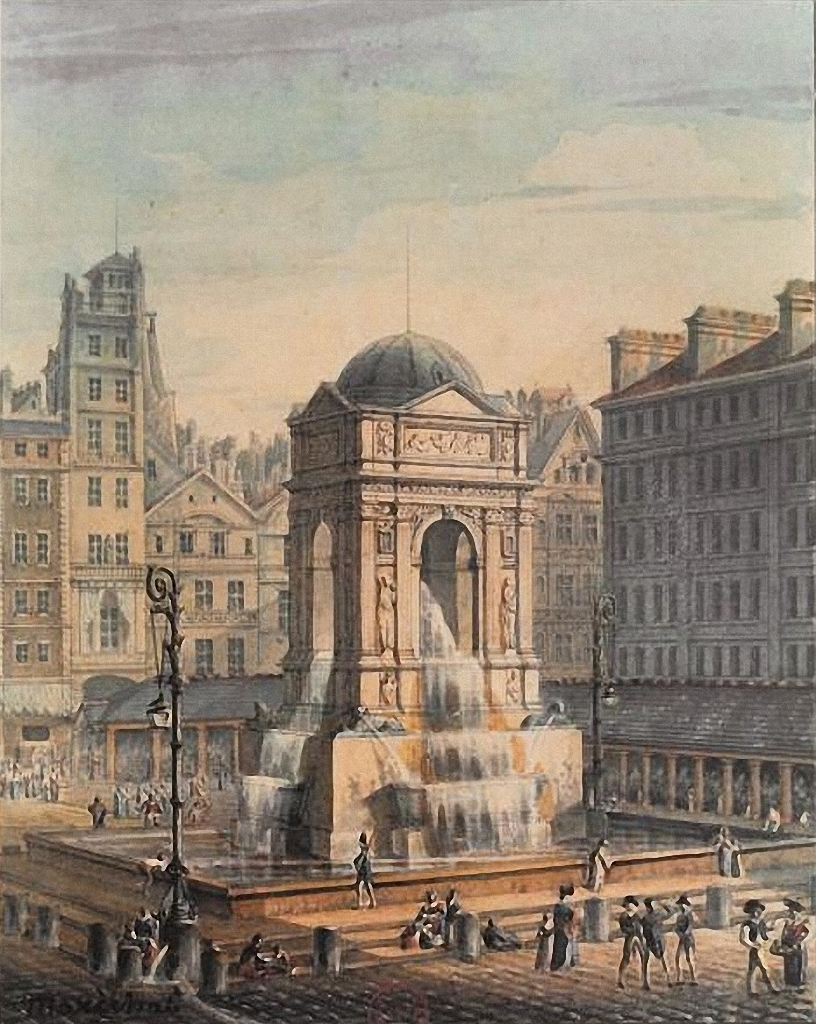
La fontana verso il 1800
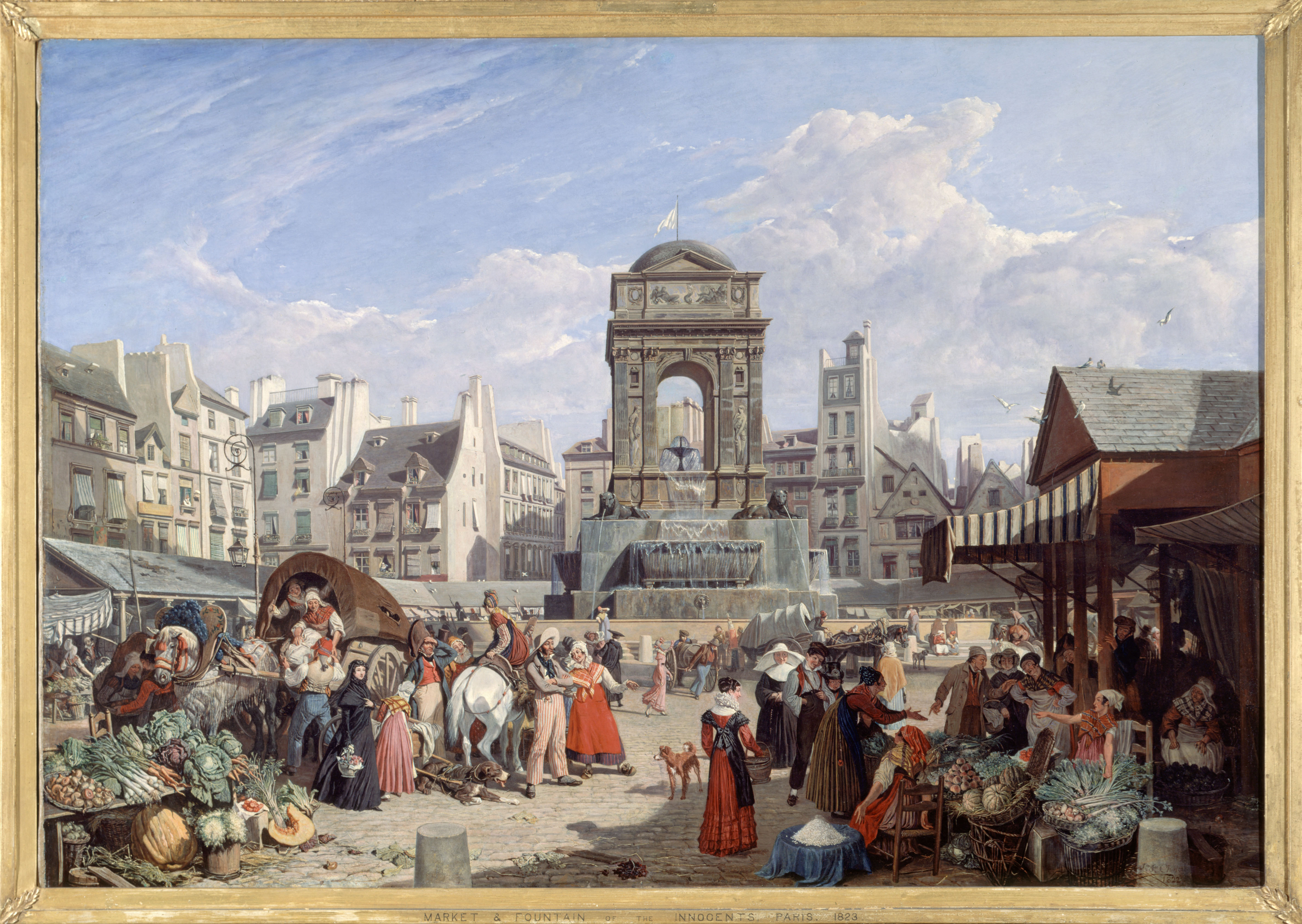
La fontana degli Innocenti al centro della piazza del mercato
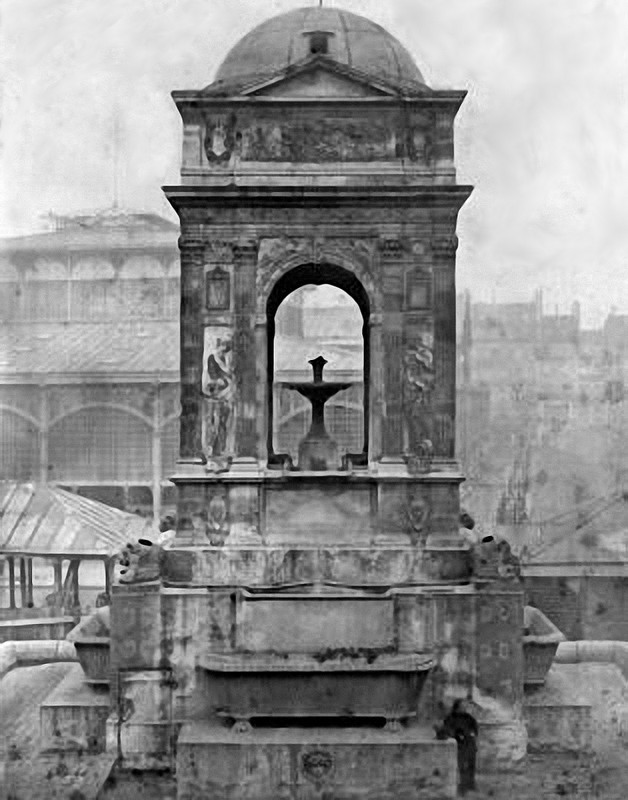
La fontana nel 1847

### Lo spostamento del 1860
Quando nel 1856 si decise di realizzare una piazza al posto del mercato, divenuto inservibile in seguito al progetto di Baltard per la costruzione delle Halles, la fontana venne nuovamente spostata di qualche metro e centrata all'interno dello spazio ridotto lasciato al nuovo giardino pubblico nel 1860.
Ad ogni facciata venne aggiunto un basamento di forma piramidale composto da sei vasche sovrapposte; il tutto venne collocato all'interno d'una vasca circolare. Quest'ultima trasformazione venne concepita dall'architetto Gabriel Davioud.
L'attuale piazza Joachim-du-Bellay rispetta all'incirca le dimensioni di quella dell'epoca.

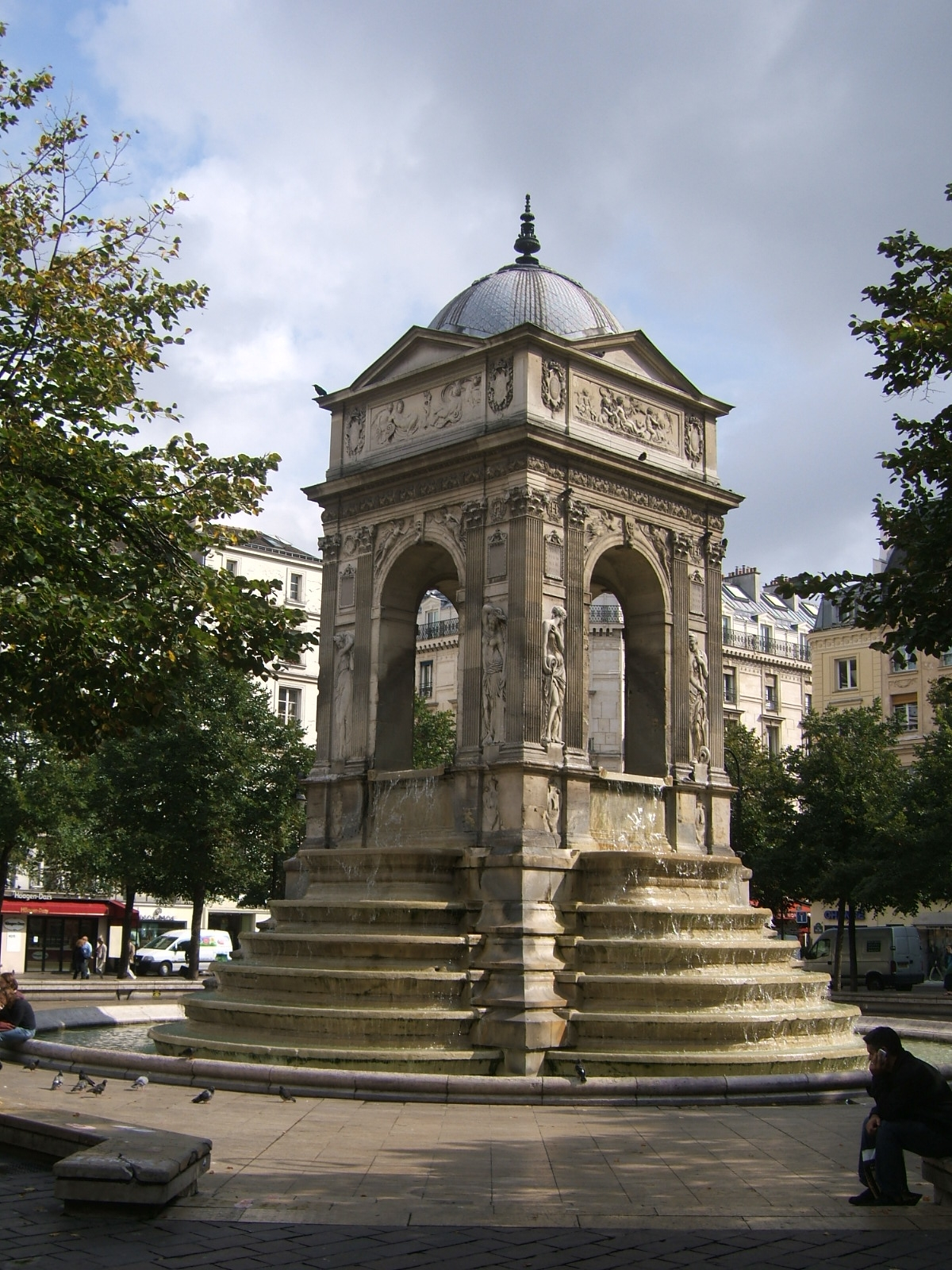
La fontana al giorno d'oggi
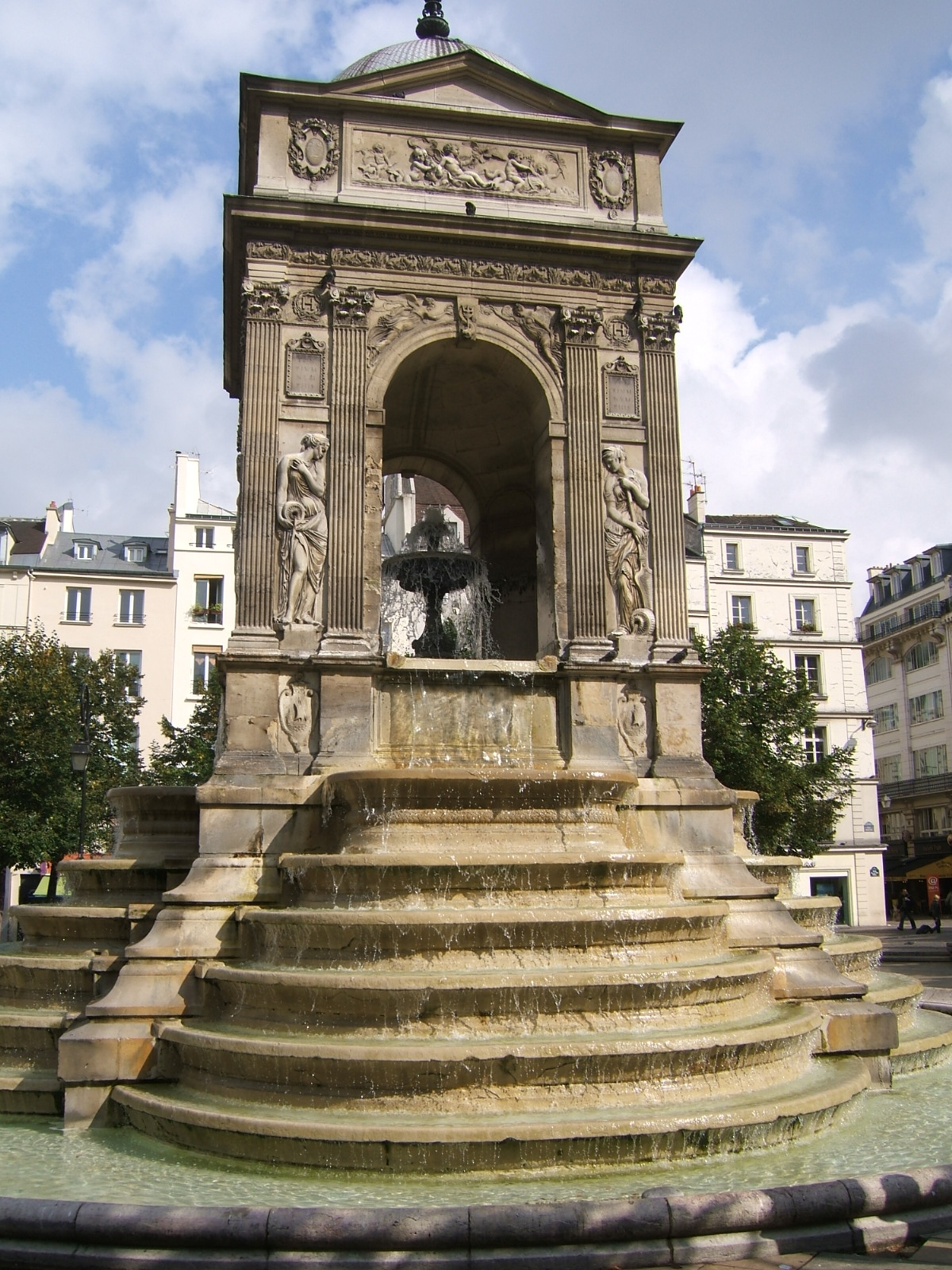
La fontana ed il basamento